# Naytia priscardi
Naytia priscardi is een slakkensoort uit de familie van de fuikhorens (Nassariidae). De wetenschappelijke naam van de soort werd in 2006 voor het eerst geldig gepubliceerd door Bozzetti.